# Billy Gilmour
Pour les articles homonymes, voir Gilmour.
Billy Gilmour, né le 11 juin 2001 à Glasgow en Écosse, est un footballeur international écossais qui évolue au poste de milieu de terrain au SSC Naples.

## Biographie
Billy Gilmour est né à Glasgow le 11 juin 2001 mais grandit à Ardrossan dans le North Ayrshire.

### Carrière en club

#### Formation au Rangers FC
Il commence le football à l'âge de huit ans lorsqu'il rejoint le centre de formation du Rangers FC. Il dispute sa première rencontre avec les moins de 20 ans en décembre 2016 alors qu'il est âgé de quinze ans. L'entraîneur de l'époque Pedro Caixinha (en) se montre dithyrambique envers le jeune milieu écossais, et essaie à plusieurs reprises de convaincre le joueur et sa famille de prolonger son contrat. Cependant, le club étant toujours convalescent à la suite de la relégation en quatrième division en 2012, Gilmour décide de ne pas prolonger et annonce en mai 2017 sa décision de rejoindre Chelsea.

#### Départ pour Chelsea
Gilmour, alors tout juste âgé de 16 ans devient officiellement un joueur de Chelsea en juillet 2017. Il rejoint immédiatement l'équipe des moins de dix-huit ans et marque lors de ses débuts face à Arsenal. En juillet 2018, Gilmour signe son premier contrat professionnel avec Chelsea.
Un an plus tard, l'entraîneur des Blues, Frank Lampard, décide de le convoquer pour la tournée de pré-saison en Irlande. Le 10 juillet 2019, il fait ses débuts en équipe première lors d'un match amical face au Bohemian FC. Quelques semaines plus tard, il est pour la première fois sur le banc lors d'un match officiel de l'équipe première à l'occasion de la Supercoupe de l'UEFA face à Liverpool, que Chelsea perd aux tirs au but.
Le 31 août 2019, Billy Gilmour fait officiellement ses débuts professionnels en entrant en jeu à la 84e minute face à Sheffield United. Le 25 septembre suivant, Gilmour est pour la première fois titulaire avec Chelsea pour la rencontre de Coupe de la Ligue anglaise face à Grimsby Town.
Le 4 mars 2020, il est titulaire à l'occasion lors d'un huitième de finale de FA Cup contre Liverpool. Il  réalise une performance de très haut niveau et est nommé homme du match. La même semaine, il fête sa première titularisation en Premier League lors d'un match face à Everton. De nouveau étincelant, il est une nouvelle foi nommé meilleur joueur de la rencontre. 
Quelques jours plus tard seulement, alors que Gilmour semblait définitivement s'intégrer dans l'effectif,  la saison est suspendue à la suite de la pandémie de Covid-19 et ne reprendra qu'en juin. Le 8 mai 2020, il est inclus dans le top 50 des meilleurs jeunes au niveau mondial par le site spécialisé de Football Talent Scout, à la 11e place. Il se blesse gravement le 6 juillet à l'occasion d'un match face à Crystal Palace ce qui le contraint à rester éloigné des terrains durant quatre mois. 
De retour de blessure, il fait ses débuts en Ligue des champions le 2 décembre 2020 lors d'un match face au FC Séville et est titulaire pour la première fois dans cette compétition une semaine plus tard lors de la réception de Krasnodar. 
Le 15 mai 2021, il est finaliste de la FA Cup avec Chelsea mais les Blues s'inclinent face à Leicester City. 
Le 29 mai 2021, il remporte le premier trophée de sa carrière, la Ligue des champions après la victoire de Chelsea face à Manchester City, en étant remplaçant sans rentrer en jeu lors de la finale.  

##### Prêt à Norwich (2021-2022)
En juillet 2021, Gilmour est prêté à Norwich City, qui vient de monter en Premier League afin de gagner du temps de jeu. Il dispute son premier match sous ses nouvelles couleurs face à Liverpool lors de la première journée.

### Carrière internationale

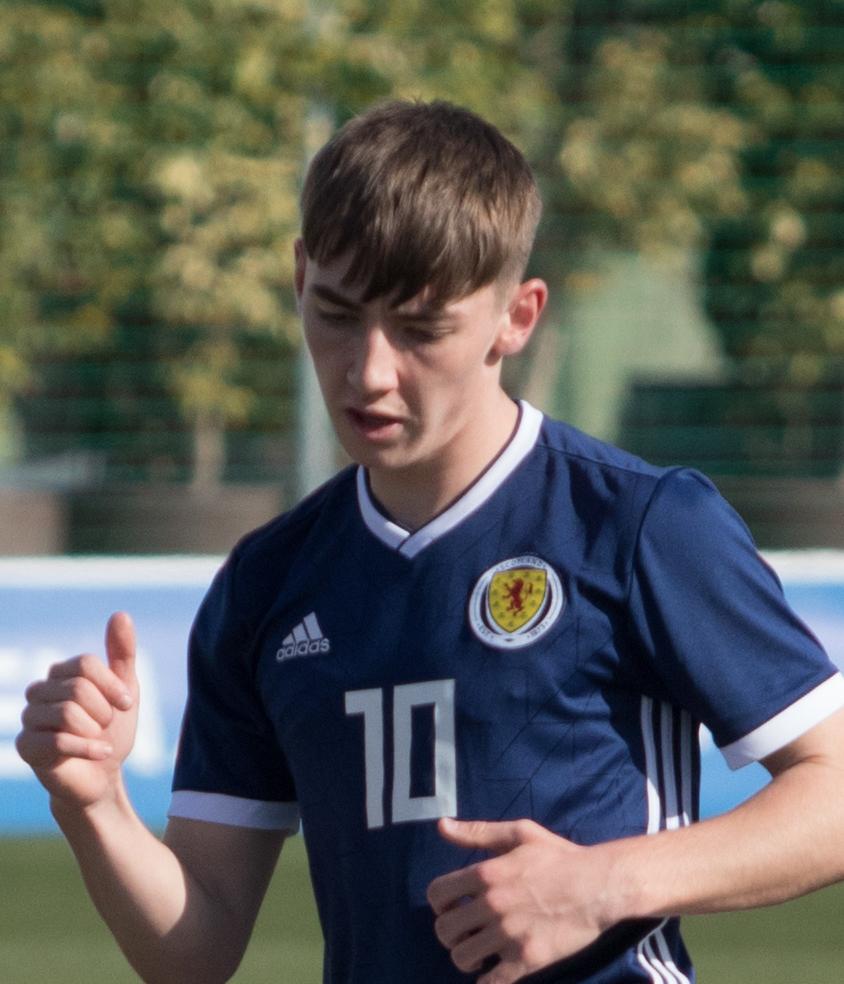
Gilmour avec l'équipe d'Écosse des moins de 19 ans en 2019.

Billy Gilmour est sélectionné au sein de toutes les classes de la sélection écossaise. Il participe au tournoi Victory Shield avec les moins de seize ans, puis fait ses débuts avec les moins de 17 ans en août 2017 face à l'Italie. Il marque son premier but international le même mois face à l'Angleterre.
Le milieu de terrain participe à l'édition 2018 du Festival international espoirs avec les espoirs écossais et remporte le prix de la révélation du tournoi.
Gilmour et ses coéquipiers terminent le tournoi à la quatrième place.
En mai 2021, il est convoqué pour la première fois avec l'équipe nationale d'Écosse pour participer à l'Euro 2020,.
Quelques jours plus tard, il fait ses débuts en équipe nationale en rentrant en jeu face aux Pays-Bas.
Le 18 juin 2021, il est titulaire pour la première fois à l'occasion d'une rencontre de l'Euro 2020 face à l'Angleterre à Wembley. Il contribue au bon partage réalisé par son équipe en livrant une performance de qualité et est élu homme du match.
Testé positif au COVID-19, il ne peut jouer le dernier match capital de son équipe face à la Croatie. Les écossais, qui avaient besoin d'une victoire s'inclinent 1-3 et quittent la compétition dès le premier tour. 
En septembre 2021, il est de nouveau sélectionné par Steve Clarke pour les éliminatoires de la Coupe du monde 2022. Titulaire et une nouvelle fois brillant, il aide son pays a accrocher une place de barragiste pour le mondial en terminant deuxième derrière le Danemark.
En juin 2024, il fait partie de la liste des 26 joueurs convoqués par Steve Clarke pour disputer l'Euro 2024 . 

## Statistiques

### En club
| Saison                | Club                   | Championnat           | Championnat | Championnat | Championnat | Coupe nationale | Coupe nationale | Coupe nationale | Coupe de la Ligue | Coupe de la Ligue | Coupe de la Ligue | Compétition(s) continentale(s) | Compétition(s) continentale(s) | Compétition(s) continentale(s) | Compétition(s) continentale(s) | Total | Total | Total |
| Saison                | Club                   | Division              | M.          | B.          | P.d.        | M.              | B.              | P.d.            | M.                | B.                | P.d.              | Comp.                          | M.                             | B.                             | P.d.                           | M.    | B.    | P.d.  |
| 2019-2020             | Chelsea FC             | Premier League        | 6           | 0           | 0           | 3               | 0               | 0               | 2                 | 0                 | 0                 | C1                             | 0                              | 0                              | 0                              | 11    | 0     | 0     |
| 2020-2021             | Chelsea FC             | Premier League        | 5           | 0           | 0           | 4               | 0               | 0               | -                 | -                 | -                 | C1                             | 2                              | 0                              | 0                              | 11    | 0     | 0     |
| Sous-total            | Sous-total             | Sous-total            | 11          | 0           | 0           | 7               | 0               | 0               | 2                 | 0                 | 0                 | -                              | 2                              | 0                              | 0                              | 22    | 0     | 0     |
| 2021-2022             | Norwich City (prêt)    | Premier League        | 24          | 0           | 1           | 2               | 0               | 1               | 2                 | 0                 | 0                 | -                              | -                              | -                              | -                              | 28    | 0     | 2     |
| 2022-2023             | Brighton & Hove Albion | Premier League        | 14          | 0           | 1           | 1               | 0               | 0               | 2                 | 0                 | 1                 | -                              | -                              | -                              | -                              | 17    | 0     | 2     |
| 2023-2024             | Brighton & Hove Albion | Premier League        | 30          | 0           | 1           | 2               | 0               | 1               | 1                 | 0                 | 0                 | C3                             | 8                              | 0                              | 0                              | 41    | 0     | 2     |
| 2024-2025             | Brighton & Hove Albion | Premier League        | 2           | 0           | 0           | -               | -               | -               | -                 | -                 | -                 | -                              | -                              | -                              | -                              | 2     | 0     | 0     |
| Sous-total            | Sous-total             | Sous-total            | 46          | 0           | 2           | 3               | 0               | 1               | 3                 | 0                 | 1                 | -                              | 8                              | 0                              | 0                              | 60    | 0     | 4     |
| 2024-2025             | SSC Naples             | Serie A               | 26          | 0           | 1           | 2               | 0               | 0               | -                 | -                 | -                 | -                              | -                              | -                              | -                              | 28    | 0     | 1     |
| Total sur la carrière | Total sur la carrière  | Total sur la carrière | 107         | 0           | 4           | 14              | 0               | 2               | 7                 | 0                 | 1                 | -                              | 10                             | 0                              | 0                              | 138   | 0     | 7     |

### En sélection nationale
| Saison                | Sélection             | Phases finales        | Phases finales | Phases finales | Phases finales | Éliminatoires CDM | Éliminatoires CDM | Éliminatoires CDM | Éliminatoires EURO | Éliminatoires EURO | Éliminatoires EURO | Ligue Nations UEFA | Ligue Nations UEFA | Ligue Nations UEFA | Matchs amicaux | Matchs amicaux | Matchs amicaux | Total | Total | Total |
| Saison                | Sélection             | Compétition           | M              | B              | Pd             | M                 | B                 | Pd                | M                  | B                  | Pd                 | M                  | B                  | Pd                 | M              | B              | Pd             | M     | B     | Pd    |
| --------------------- | --------------------- | --------------------- | -------------- | -------------- | -------------- | ----------------- | ----------------- | ----------------- | ------------------ | ------------------ | ------------------ | ------------------ | ------------------ | ------------------ | -------------- | -------------- | -------------- | ----- | ----- | ----- |
| 2020-2021             | Écosse                | Euro 2020             | 1              | 0              | 0              | -                 | -                 | -                 | -                  | -                  | -                  | -                  | -                  | -                  | 2              | 0              | 0              | 3     | 0     | 0     |
| 2021-2022             | Écosse                | -                     | -              | -              | -              | 8                 | 0                 | 0                 | -                  | -                  | -                  | 2                  | 0                  | 0                  | 2              | 0              | 0              | 12    | 0     | 0     |
| 2022-2023             | Écosse                | -                     | -              | -              | -              | -                 | -                 | -                 | 2                  | 0                  | 0                  | 0                  | 0                  | 0                  | 1              | 0              | 0              | 3     | 0     | 0     |
| 2023-2024             | Écosse                | Euro 2024             | 3              | 0              | 0              | -                 | -                 | -                 | 3                  | 0                  | 0                  | -                  | -                  | -                  | 6              | 1              | 0              | 12    | 1     | 0     |
| 2024-2025             | Écosse                | -                     | -              | -              | -              | -                 | -                 | -                 | -                  | -                  | -                  | 8                  | 1                  | 0                  | -              | -              | -              | 8     | 1     | 0     |
| Total sur la carrière | Total sur la carrière | Total sur la carrière | 4              | 0              | 0              | 8                 | 0                 | 0                 | 5                  | 0                  | 0                  | 10                 | 1                  | 0                  | 11             | 1              | 0              | 38    | 2     | 0     |

## Palmarès

### En club
- Chelsea FC
  - Vainqueur de la Ligue des champions en 2021.

- SSC Napoli
  - Champion d'Italie en 2025[12].